# Białystok (województwo lubelskie)
Białystok – osada w Polsce, położona w województwie lubelskim, w powiecie hrubieszowskim, w gminie Dołhobyczów.
W latach 1975–1998 miejscowość administracyjnie należała do województwa zamojskiego. 
Osada wchodzi w skład sołectwa Liski. Według Narodowego Spisu Powszechnego (III 2011 r.) osada liczyła 129 mieszkańców i była piętnastą co do wielkości miejscowością gminy Dołhobyczów. 
W miejscowości funkcjonowało PGR Białystok.
Wierni Kościoła rzymskokatolickiego należą do parafii św. Brata Alberta w Przewodowie.